# Агенты «Щ.И.Т.» (4-й сезон)
Четвёртый сезон американского телесериала «Агенты „Щ.И.Т.“», основанного на одноимённой организации из Marvel Comics. Четвёртый сезон сосредоточен на Филе Колсоне и других агентах «Щ.И.Т.» после подписания «Заковианского договора». Действие сериала разворачивается в рамках кинематографической вселенной Marvel (КВМ) и он подтверждает непрерывность фильмов франшизы. Производством сезона занимались ABC Studios, Marvel Television и Mutant Enemy Productions, а в качестве шоураннеров выступили Джед Уидон, Морисса Танчароен и Джеффри Белл.
Кларк Грегг вновь исполняет роль Колсона из серии фильмов, и вместе с ним также снимаются члены основного актёрского состава сериала Минг-На Вен, Хлоя Беннет, Иэн Де Кэскер, Элизабет Хенстридж и Генри Симмонс. К ним присоединился Джон Ханна, которого повысили после его гостевой роли в третьем сезоне. Четвёртый сезон был заказан в марте 2016 года, а его производство продолжалось с июля по апрель следующего года. Из-за своего графика вещания, сезон был разделён на три «модуля»: «Призрачный гонщик» для первых восьми эпизодах, в которых фигурирует Гэбриел Луна в роли Робби Рейеса / Призрачного гонщика и изучение мистицизма в КВМ наряду с «Доктором Стрэнджем» (2016); «ЖСМ», ссылаясь на программу Жизнеспособной модели человека, для следующих семи эпизодов, которые фокусируются на повторяющейся приглашённой звезде Мэллори Дженсен в роли ЖСМ Аиды; и «Агенты Гидры» для последних семи эпизодов, частично разворачивающихся в виртуальной реальности «что если», что позволило вернуть бывшего члена основного состава Бретта Далтона в роли Гранта Уорда. На сезон также повлияли события фильма «Первый мститель: Противостояние» (2016), и он также продолжает сюжетные линии, установленные в отменённом сериале «Агент Картер».
Премьера первого эпизода состоялась на кинопоказе 19 сентября 2016 года, а затем сезон транслировался в течение 22 эпизодов на канале ABC с 20 сентября 2016 года по 16 мая 2017 года. Премьера дебютировала с 3,58 миллионами зрителями, что стало снижением по сравнению с премьерами предыдущих сезонов, но стало средним для сериала. Сезон получил положительные отзывы от критиков, и многие чувствовали, что каждый модуль был лучше предыдущего, и в частности хвалили визуальные эффекты и тон «Призрачного гонщика», сценарий и актёрскую игру в «ЖСМ», а также развитие персонажей и политические комментарии, изученные в «Агентах Гидры». В этом сезоне у сериала была низкая зрительская аудитория, но всё равно считалось, что он решил проблему ABC во время его нового таймслота в пятничный вечер, и сериал продлили на пятый сезон в мае 2017 года.

## Эпизоды
| Призрачный гонщик |    |                                                                    |                    |                                 |                  |      |
| 67 | 1  | «Призрак» «The Ghost»                                              | Билли Гирхарт      | Джед Уидон и Морисса Танчароен  | 20 сентября 2016 | 3,44 |
| События серий происходят после событий фильмов «Чёрная пантера», «Человек-паук: Возвращение домой» и «Доктор Стрэндж». Дейзи Джонсон, теперь известная как Дрожь, находит членов Сторожевых псов и атакует их. Однако их жестоко убивает появившийся на горящем Чарджере человек с огненной головой. Тем временем, Мелинда Мэй, у которой есть своя ударная группа, рассказывает Филу Колсону и Альфонсо «Маку» Маккензи о случившемся. Оба встречают Лео Фитца и Симмонс, которая является советницей нового директора. Колсон получает новый протез, а Мак видится с Еленой Родригес. Дейзи ищет убийцу - Призрачного гонщика. Она находит механика Робби Рейеса, тот перевоплощается в Гонщика и чуть не убивает Дейзи, оставив её жить. Колсон и Мак следят за японцами, которым достаётся контейнер. Глава японцев Чен открывает его и освобождает нечто, которое преследует Мэй. Фитц приходит к Холдену Рэдклиффу и видит ЖСМ (Жизнеспособная Модель Человека) АИДУ. Рэдклифф объясняет Фитцу, для чего он создал её. Тот просит его не говорить об этом Джемме. Дейзи наблюдает, как Робби заботится о своём брате-инвалиде. Появившиеся персонажи: Робби Рейес/Призрачный гонщик, Гейб Рейес, Люси Бауэр, Нэйтансон, Принс.                                  |    |                                                                    |                    |                                 |                  |      |
| 68 | 2  | «Встречайте нового босса» «Meet the New Boss»                      | Винсент Мисиано    | Дрю З. Гринберг                 | 27 сентября 2016 | 2,95 |
| Дейзи снова находит Робби и снова проигрывает. Дух Люси Бауэр освобождает остальных духов. Гонщик, расспрашивая Дейзи, узнаёт местоположение духов. Прибыв с Дейзи, он убивает Духа Фредерика, спасая Фитца и Мака, и скрывается. Мак перебинтовывает руку Дейзи и догадывается, что она и Йо-Йо поддерживали связь. Дейзи заключает союз с Призрачным Гонщиком. Тем временем Мэй всё больше видит галлюцинации, и её вырубает директор Мейс, оказывающийся нелюдем. Появившиеся персонажи: Джеффри Мейс / Патриот. |    |                                                                    |                    |                                 |                  |      |
| 69 | 3  | «Восстание» «Uprising»                                             | Магнус Мартенс     | Крэйг Титли                     | 11 октября 2016  | 2,68 |
| Сторожевые псы, подставляя нелюдей, вырубают электричество в четырёх городах: Майами, Лос-Анджелес, Москва, Лондон. Агент Елена Родригес находится в Майами, куда прибывает банда Псов, чтобы найти её и убить, однако Колсон, Фитц и Мак находят и выручают её. Тем временем Симмонс и Рэдклифф спасают Мэй от смерти. Робби и Дейзи собираются навестить его дядю, Элая Морроу, но спешат найти Гейба, брата-инвалида Робби. Директор Мэйс объявляет Щ.И.Т. легальной организацией, в то время, как сенатор Эллен Надир, выступающая против нелюдей, уходит из дома своего брата, подвергнувшегося Терригенезису. Появившиеся персонажи: Эллен Надир, Виджай Надир, Бёрроуз. |    |                                                                    |                    |                                 |                  |      |
| 70 | 4  | «Позволь погреться у твоего огня» «Let Me Stand Next to Your Fire» | Брэд Тёрнер        | Мэтт Оуэнс                      | 18 октября 2016  | 2,34 |
| Колсон и Мак разговаривают с Элаем Морроу, который работал с Люси Бауэр, которая сейчас является призраком. Тот отказывает им в поддержке. Затем Колсон и Мак ловят Призрачного гонщика, племянника Элая. Дейзи и Джемма собираются спасать нелюдей от Сторожевых псов и первым находят Дж. Т. Джеймса, который освободился от контроля Улья. Робби навещает дядю и тот рассказывает ему о Даркхолде, книге в которой собраны все знания, которую ищет Люси и призраки. Джеймс оказывается в союзе с Псами и предаёт Дейзи, так как начал ненавидеть нелюдей и себя, считая их скверной. Он чуть не убивает Джонсон и Симмонс, но на помощь приходит Робби Рейес. Призрачный гонщик побеждает Адское пламя. Дейзи возвращается в Щ.И.Т. Симмонс догадывается, что АИДА андроид. Люси узнаёт от своего мужа Джозефа, где книга. Появившиеся персонажи: Элай Морроу. |    |                                                                    |                    |                                 |                  |      |
| 71 | 5  | «Тюрьма» «Lockup»                                                  | Кейт Вудс          | Нора и Лилла Закерман           | 25 октября 2016  | 2,30 |
| Джозеф погибает, так как был заражён своей женой. Колсон, Мэй, Мак, Робби собираются вытащить Элая из тюрьмы, где также находятся Люси, Хьюго и Винсент. Робби сжигает души двух последних и убивает Сантино Ногеру, члена банды Пятой Улицы, которая когда-то напала на братьев Рейес и сделала из Гейба инвалида. Люси похищает Элая и заставляет прочесть найденный ею Даркхолд. В это же время Симмонс понимает, что с директором Мейсом что-то не так, а он раскрывает всему миру, что является нелюдем. |    |                                                                    |                    |                                 |                  |      |
| 72 | 6  | «Добрый самаритянин» «The Good Samaritan»                          | Билли Гирхарт      | Джеффри Белл                    | 1 ноября 2016    | 2,43 |
| Мейс отправляет Симмонс с секретным заданием, а затем берёт команду на борт самолёта Колсона, чтобы арестовать Рейеса и Дейзи. Они оба прячутся с забранным Гейбом, где Робби объясняет, что он с Гейбом тайком вышли, чтобы погонять на машине Морроу, но на них напала банда Пятой Улицы. Гейб был парализован, а Робби был убит. Робби пообещал незнакомому голосу, что он отомстит, если ему дадут второй шанс, и он был воскрешён, когда незнакомец передал ему дух Призрачного гонщика. Мейс находит беглецов, но его одолевает Призрачный гонщик. Он соглашается использовать Робби против Люси, и Фитц отслеживает её до заброшенной электростанции Роксон. Мэй берёт и прячет Даркхолд, в то время как Робби уничтожает Люси после того, как она раскрывает, что Морроу сам жаждет силы Даркхолда — его собственные эксперименты создали призраков, и Джозеф приказал атаковать машину Морроу, чтобы остановить его. Теперь Морроу использует улучшенную версию машины Моментум, чтобы получить силу для создания материи. Робби, Фитц и Колсон исчезают. |    |                                                                    |                    |                                 |                  |      |
| 73 | 7  | «Сделки с нашими дьяволами» «Deals with Our Devils»                | Джесси Бочко       | Д. Дж. Дойл                     | 29 ноября 2016   | 2,42 |
| Колсон, Фитц и Робби попадают в зеркальное измерение, откуда их никто не видит и не слышит, а Элай сбегает, убив несколько агентов. Директор Мейс требует вернуть Симмонс на базу и Фитц узнаёт, что Мейс отправил её в опасное место и та не может вернуться. Дух возмездия покидает Робби и вселяется в Мака, после чего тот уезжает на мотоцикле за китайцами, с которыми сотрудничает Элай. Дейзи следует за ним на Чарджере, в то время как с ней находится Робби. Мак превращается в Призрачного гонщика, но Робби удаётся уговорить Дух вернуться. Мэй даёт Рэдклиффу возможность прочесть Даркхолд для возвращения Колсона, но доктор опасается, что это перегрузит человеческий мозг, после чего АИДА читает книгу и создаёт портал, через который Колсон, которого чуть не поглотило зеркальное измерение, Фитц и Робби возвращаются обратно. Джемма помогает брату-нелюдю сенатора Надир раскрыть кокон Терригенезиса, в котором тот провёл семь месяцев. АИДА, в тайне от всех, начинает создание собственного разума. Появившиеся персонажи: Дух возмездия. |    |                                                                    |                    |                                 |                  |      |
| 74 | 8  | «Законы инферно-динамики» «The Laws of Inferno Dynamics»           | Кевин Танчароен    | Пол Збышевски                   | 6 декабря 2016   | 2,37 |
| Рейес, Джонсон и Родригес идут к возможному местоположению Элая, но встречает его только Робби. Элай протыкает его насквозь штыком из углерода и показывает, как он создаёт воду, как он утверждает, из ничего, и раскрывает свои мотивы. Колсон и Мэй сообщают директору о том, что АИДА - андроид. Они раскрывают его сотрудничество с Надир, но затем понимают, что Мейс старается защитить Щ.И.Т. Колсон, Мак, Мэй, Йо-Йо и Мейс в суперкостюме вступают в стычку с китайцами, в то время как Дейзи, Фитц, Симмонс, Рэдклифф и АИДА строят машину для телепортации. Из-за Елены Элая отбрасывает в его собственный механизм. После включения машины телепортации в другое измерение Призрачный гонщик выбирает разобраться с собственным дядей, несмотря на то, что Колсон пытается вытащить его с помощью цепи, и пропадает в другом измерении. На публике директор Мейс заявляет, что Дрожь всегда была агентом под прикрытием и что она всех спасла. Дейзи соглашается вернуться в Щ.И.Т. У Мака и Йо-Йо наконец начинаются романтические отношения. Джеффри разрешает Рэдклиффу работать над Жизнеспособной Моделью Человека под надзором Щ.И.Т.а, но АИДА тайно убивает агента Нэйтансона и заменяет Мэй на ЖСМ... Появившиеся персонажи: Мелинда Мэй (ЖСМ). |    |                                                                    |                    |                                 |                  |      |
| ЖСМ |    |                                                                    |                    |                                 |                  |      |
| 75 | 9  | «Нарушенные обещания» «Broken Promises»                            | Гарри А. Браун     | Брент Флетчер                   | 10 января 2017   | 2,72 |
| Мейс, Дейзи и Симмонс пытаются спасти брата-нелюдя сенатора Надир Виджая, обладающего сверхбыстрой реакцией. Но Эллен с сожалением убивает его, а тело сбрасывают в воду, где оно снова подверглось Терригенезису. Тем временем АИДА получает контроль над системой базы Щ.И.Т.а и почти забирает Даркхолд, но Мак отрубает ей голову. У себя дома Рэдклифф, совращённый Даркхолдом, беседует со второй моделью АИДЫ. Чтобы выкрасть книгу для себя он использовал первую модель, а теперь — ЖСМ Мэй, которая сближается с Колсоном. |    |                                                                    |                    |                                 |                  |      |
| 76 | 10 | «Патриот» «The Patriot»                                            | Кевин Танчароен    | Джеймс С. Оливер и Шарла Оливер | 17 января 2017   | 2,03 |
| Сторожевые псы совершают покушение на директора Мейса, в результате чего Дейзи ловит одного из них. Колсон, Мак, Мейс и Бёрроуз терпят крушение квинджета. Сторожевые псы забирают кейс, который так отчаянно пытается вернуть Мейс, у мёртвого Бёрроуза. Колсон и Мак узнают, что Директор не является нелюдем, а просто использует улучшенную сыворотку суперсилы Кэлвина Джонсона. На помощь им приходят Дейзи и ЖСМ Мэй, которая обнаружив у себя ранение, начинает задумываться, кем она на самом деле является. Генерал Тэлбот рассказывает Фитцу и Симмонс о проекте "Патриот". Мейс хочет вернуть пост директора Филу, но тот отказывает, понимая, что Мейс — хороший человек для Щ.И.Т.а. |    |                                                                    |                    |                                 |                  |      |
| 77 | 11 | «Просыпайся» «Wake Up»                                             | Джесси Бочко       | Дрю З. Гринберг                 | 24 января 2017   | 2,00 |
| Мейс, Тэлбот и Дейзи находятся на встрече с Эллен Надир, где ловят Колсона и Йо-Йо за установкой жучков в её кабинете. Фитц раскрывает планы Рэдклиффа, который в сделке с Надир, и его арестовывает Щ.И.Т, но это лишь ЖСМ копия трансгуманиста. АИДА и Рэдклифф отправляют разум Мэй в изменённые воспоминания времён Бахрейна, в то время ЖСМ Мэй не может сообщить никому, что она не человек, из-за того, что она на это не запрограммирована. Мак рассказывает Елене тайну о Хоуп. |    |                                                                    |                    |                                 |                  |      |
| 78 | 12 | «Горячая картошка» «Hot Potato Soup»                               | Нина Лопес-Коррадо | Крэйг Титли                     | 31 января 2017   | 2,15 |
| Сторожевые псы берут в плен Билли Кёнига, которому Колсон доверил Даркхолд. Фитц хочет выяснить, как Рэдклифф запрограммировал своего ЖСМ. Тот мучает Фитца словами про его отца. Оказывается, у ЖСМ имеется настоящий мозг из квантовой энергии, о котором узнала первая модель АИДЫ из Даркхолда. На базе "Лабиринт" Колсон, Дейзи, Сэм и Эл Ти Кёниг спасают Билли, однако Рэдклифф забирает книгу у ЖСМ Мэй, которую раскрыли Фитц и Симмонс. На Зефире-1 Колсон сообщает, что семья Кёнигов была частью задумки ЖСМ. Появившиеся персонажи: Тёрстон Кёниг, Антон Иванов / Главный. |    |                                                                    |                    |                                 |                  |      |
| 79 | 13 | «БУМ» «BOOM»                                                       | Билли Гирхарт      | Нора Цукерман и Лилла Цукерман  | 7 февраля 2017   | 2,08 |
| Правая рука Антона Иванова, лидера Сторожевых псов, Такер Шокли наведывается к Эллен Надир и разбивает кристалл Терригена, чтобы проверить, является ли Надир нелюдем, однако сам получает способности и убивает её взрывом. Щ.И.Т. ловит Шокли, но директор Мейс схвачен Сторожевыми псами. Тем временем Колсон и Мак встречают Агнес Китсворт, бывшую возлюбленную Рэдклиффа, на основе которой он создал АИДУ. Холден переносит её сознание в виртуальную реальность, так как у неё имеется опухоль мозга и жить ей осталось недолго. |    |                                                                    |                    |                                 |                  |      |
| 80 | 14 | «Человек за щитом» «The Man Behind the Shield»                     | Венди Станцлер     | Мэтт Оуэнс                      | 14 февраля 2017  | 2,13 |
| Щ.И.Т. спасает Мейса, а Дрожь побеждает Антона Иванова. На "Площадке" Фитц и Симмонс обнаруживают, что АИДА заменила Колсона, Дейзи, Мака и Мейса на двойников... |    |                                                                    |                    |                                 |                  |      |
| 81 | 15 | «Самоконтроль» «Self Control»                                      | Джед Уидон         | Джед Уидон                      | 21 февраля 2017  | 2,01 |
| АИДА убивает Рэдклиффа, считая его угрозой Скелету, виртуальной реальности, куда были погружены сознания агентов, и создаёт Иванову роботизированное тело для защиты Скелета. Фитц и Симмонс понимают, что кто-то из них также является ЖСМ. Испуганная Джемма под дулом пистолета заставляет Фитца порезать тому кисть, чтобы проверить его. Он режет кисть, Джемма уже готова помочь ему, но он вырубает её. Очнувшись, Джемма сама уничтожает двойника Фитца. Дейзи обнаруживает множество своих копий и, забрав дробовик у ЖСМ Мака, находит и успокаивает Симмонс. ЖСМ Мейс и ЖСМ Колсон приказывают всем агентам найти их и Джемма распыляет усыпляющий газ. Пока Дейзи уничтожает копии Мейса и Мака, Джемма будит Пайпер, Дэвиса и Принса. Двойник Колсона встречает ЖСМ Мэй, которая позволила агентам проникнуть в Зефир-1 и улететь, после чего она взрывает базу вместе с собой и двойником Фила. Дейзи, Симмонс и остальные подбирают Йо-Йо Родригес, и затем Дейзи и Джемма погружаются в Скелет ради спасения похищенных АИДОЙ агентов. Появившиеся персонажи: Грант Уорд, Фил Колсон, Мелинда Мэй, Лео Фитц / Доктор, Альфонсо Маккензи (Версии из Скелета)                                                                                           |    |                                                                    |                    |                                 |                  |      |
| Агенты Гидры |    |                                                                    |                    |                                 |                  |      |
| 82 | 16 | «Что если...» «What If...»                                         | Оз Скотт           | Д. Дж. Дойл                     | 4 апреля 2017    | 2,15 |
| Дейзи и Джемма пробуждаются в Скелете и обнаруживают для себя, что Грант Уорд жив и является агентом Гидры, как Мэй и Фитц, а Дейзи, имя которой всё ещё Скай, не прошла через Терригенезис. На нелюдей ведётся охота: Линкольн Кэмпбелл мёртв, а над Виджаем Надир Фитц проводит эксперименты. Любовницей Фитца является лидер Гидры Мадам Гидра. Колсон не может вспомнить Джемму, после чего на неё и Дейзи ведут охоту, но тут им помогает Уорд, работающий на Сопротивление Нелюдей. Появившиеся персонажи: Офелия / Мадам Гидра (Версия АИДЫ в Скелете), Виджай Надир (Версия из Скелета) |    |                                                                    |                    |                                 |                  |      |
| 83 | 17 | «Идентичность и изменение» «Identity and Change»                   | Гарри А. Браун     | Джордж Китсон                   | 11 апреля 2017   | 2,32 |
| Лидером Сопротивления оказывается Джеффри Мейс. Дейзи схвачена из-за действий Мака, который защищал свою дочь Хоуп. Уорд, Джемма и Колсон приходят за Рэдклиффом, который всё помнит и говорит, что выбраться из Скелета невозможно. В это же время к Рэдклиффу прилетают Мадам Гидра и Фитц, который убивает Агнес Китсворт, несмотря на попытки Холдена убедить Фитца, обманутого АИДОЙ, что этот мир не настоящий. К Сопротивлению присоединяется Мак, желающий помочь спасти Дейзи. Появившиеся персонажи: Холден Рэдклифф, Агнес Китсворт, Хоуп Маккензи, Джеффри Мейс / Патриот, Бёрроуз (Версии из Скелета) |    |                                                                    |                    |                                 |                  |      |
| 84 | 18 | «Никаких сожалений» «No Regrets»                                   | Эрик Ланёвилль     | Пол Збышевски                   | 18 апреля 2017   | 2,43 |
| Мейс, Колсон и Бёрроуз отправляются на задание по спасению людей из филиала Гидры. Там они находят учеников Колсона Бёрнелла и Криса, а также агента Щ.И.Т.а Антуанна Триплетта. Мадам Гидра отправляет Мэй устранить Патриота. Квинджет обрушивает здание, в то время как Мейс удерживает его, чтобы остальные успели выбраться, и погибает под завалами. Мэй, вдохновлённая самопожертвованием Патриота, распыляет Терриген на Дейзи. Появившиеся персонажи: Алистер Фитц, Антуанн Триплетт (Версии из Скелета) |    |                                                                    |                    |                                 |                  |      |
| 85 | 19 | «Вся рать Мадам» «All the Madame's Men»                            | Билли Гирхарт      | Джеймс С. Оливер и Шарла Оливер | 25 апреля 2017   | 2,15 |
| Мелинда Мэй и Дейзи Джонсон присоединяются к Сопротивлению и травмируют Офелию, после чего главой Гидры становится Фитц. Колсон, Мэй, Уорд, Дейзи и Бёрроуз захватывают студию Сунила Бакши, и Колсон объявляет всему миру, что Патриот был героем, и Гидра все фальсифицировала, а сам он — агент Щ.И.Т.а. Дейзи, говорит Уорду из Скелета, что в реальном Уорде всё же было что-то хорошее. Джемма и Трип узнают план Фитца и Офелии: АИДА готовится создать себе настоящее человеческое тело. Появившиеся персонажи: Сунил Бакши (Версия из Скелета) |    |                                                                    |                    |                                 |                  |      |
| 86 | 20 | «Прощай, жестокий мир!» «Farewell, Cruel World!»                   | Винсент Мисиано    | Брент Флетчер                   | 2 мая 2017       | 2,15 |
| Симмонс наведывается к Алистеру Фитцу и убивает его в самообороне. Прибыв на место портала в реальный мир, все перемещаются туда, кроме Мака, который решил остаться с Хоуп. Рэдклифф также загоняет Фитца в портал. АИДА создаёт себе живое тело и телепортируется вместе с пробудившимся Фитцем в неизвестном направлении. |    |                                                                    |                    |                                 |                  |      |
| 87 | 21 | «Возвращение» «The Return»                                         | Кевин Танчароен    | Морисса Танчароен и Джед Уидон  | 9 мая 2017       | 2,14 |
| Дейзи, Симмонс и остальные спасают Колсона и Мэй, вынужденных противостоять роботизированным копиям Антона Иванова. Фитцу удаётся убедить АИДУ, теперь Офелию, спасти Мака, но обоих вырубает Джемма. Фитц, понимающий, что натворил в Скелете, отвергает Офелию, и она в порыве гнева пытается убить всех, кто ему дорог. Убив Дэвиса и Принса и продемонстрировав новообретённые способности Гордона, Линкольна и Виджая Надир, она сбегает к Иванову, а Тэлбот и армия прочёсывают "Площадку", после чего из уцелевшего портала, построенного Рэдклиффом, выходит Призрачный гонщик. Йо-Йо погружается в Скелет, чтобы найти Мака, что оборачивается для неё плохо... |    |                                                                    |                    |                                 |                  |      |
| 88 | 22 | «Конец света» «World's End»                                        | Билли Гирхарт      | Джеффри Белл                    | 16 мая 2017      | 2,08 |
| Елену спасает Рэдклифф, запрограммированный Дейзи найти её и Мака и вытащить их из Скелета. Тем временем Робби Рейес пытается убить Офелию и забрать Даркхолд, после чего объединяется со Щ.И.Т.ом. Иванов пытается заставить людей на собрании по судьбе Щ.И.Т.а прочесть Даркхолд, но прибывшая ЖСМ Дейзи подстреливает Гленна Тэлбота, после чего тот впадает в кому, а Даркхолд забирают Колсон и Мэй. Офелия находит Фитца и убивает Джемму после того, как Фитц рассказал ей, что Колсон хочет уничтожить Даркхолд, однако Колсон, временно ставший Призрачным гонщиком, убивает Офелию, убившую не Джемму, а её ЖСМ. Скелет самоуничтожается. Бёрроуз и другие пропадают, затем исчезает Хоуп. В итоге Мак и Елена просыпаются в реальном мире, а Рэдклифф окончательно умирает. Робби забирает Даркхолд в другое измерение. Колсона, Мэй, Дейзи, Джемму, Мака и Йо-Йо похищают и отправляют в космос. Появившиеся персонажи: Инок. |    |                                                                    |                    |                                 |                  |      |

## Актёры и персонажи
| - Кларк Грегг — Фил Колсон - Минг-На Вен — Мелинда Мэй - Хлоя Беннет — Дейзи Джонсон / Дрожь - Иэн Де Кэскер — Лео Фитц - Элизабет Хенстридж — Джемма Симмонс - Генри Симмонс — Альфонсо «Мак» Маккензи - Джон Ханна — Холден Рэдклифф | - Гэбриел Луна — Робби Рейес / Призрачный гонщик - Наталия Кордова-Бакли — Елена «Йо-Йо» Родригес - Мэллори Дженсен — Аида «Офелия» / Мадам Гидра - Лоренцо Джеймс Хенри — Гейб Рейес - Лилли Бёрдселл — Люси Бауэр - Максимилиан Осински — Дэвис - Бриана Венскус — Пайпер - Рикардо Уокер — Принс - Джейсон О'Мара — Джеффри Мейс / Патриот - Патрик Кавана — Бёрроуз - Парминдер Награ — Эллен Надир - Хосе Суньига — Элай Морроу - Эдриан Пасдар — Гленн Тэлбот - Зак Макгоуэн — Антон Иванов / Главный - Бретт Далтон — Грант Уорд - Джордан Ривера — Хоуп Маккензи | - Аксель Уайтхед — Дж. Т. Джеймс / Адское пламя - Маниш Дайал — Виджай Надир - Джон Пайпер-Фергюсон — Такер Шокли - Пэттон Освальт — Билли, Сэм и Тёрстон Кёниг - Артемис Пебдани — Л. Т. Кёниг - Б. Дж. Бритт — Антуан Триплетт - Дэвид О’Хара — Алистер Фитц - Саймон Кассианидис — Сунил Бакши - Джоэл Стоффер — Инок |

## Производство

### Разработка
Сериал был продлён на четвёртый сезон 3 марта 2016 года, раньше обычного срока объявления. Исполнительный продюсер Джед Уидон сказал по этому поводу: «Мы очень рады знать, что идём в конец [третьего сезона] с уверенностью, что мы вернёмся, потому что мы сможем построить нашу историю соответствующим образом». Исполнительный продюсер Морисса Танчароен также отметила, что логистика для найма режиссёров для сезона будет проще, «что является очень приятной привилегией... это роскошь». В конце эпизода «Что если...» присутствует дань уважения Биллу Пэкстону, который умер в феврале 2017 года и исполнял роль Джона Гарретта в первом сезоне сериала. Сериал отдал дополнительную дань уважения Пэкстону в эпизоде «Вся рать Мадам», где в новостях демонстрируют Джона Гарретта как павшего американского героя. В конце «Конца света» присутствует аналогичная дань уважения Пауэрсу Буту, который умер в мае 2017 года и исполнял роль Гидеона Малика в третьем сезоне сериала.

### Сценарий
Сезон переместился на более поздний таймслот на 10 вечера, что позволило ему принять более тёмный, более зрелый тон, по сравнению с предыдущими сезонами. По словам Танчароен: «Весь слоган этого года звучит так: „Агенты «Ш.И.Т.» после наступления темноты“». Новое время дало сериалу возможность представить повышенный уровень насилия и частичную наготу, а также пойти на больший риск и представить более острые темы. После финала третьего сезона, Танчароен заявила, что четвёртый сезон будет исследовать вину Дейзи Джонсон за смерть Линкольна Кэмпбелла. Исполнительный продюсер Джеффри Белл отметил, что сценаристы пытались продолжить традицию «поиска новых комбинаций и новых конфликтов» между различными наборами персонажей, учитывая, что «во многих процедуралах одни и те же люди делают одно и то же в течение пяти лет». Среди пар, которые будут исследованы, были Колсон и Мак, продолжая с конца третьего сезона, которые имеют взаимное уважение друг к другу из-за их отношений с Дейзи, и Лео Фитц и Холден Рэдклифф, которые работают вместе. Отношения ФитцСиммонс будет подробно исследованы, изучая новые проблемы, которые они представляли для них двоих, «работающих вместе, любящих друг друга и живущих вместе».
После третьего сезона, посвящённого темам из фильма «Первый мститель: Противостояние», таким как противодействия Нелюдям, Уидон сказал, что вопрос «Как вы справляетесь с войной с влиятельными людьми на этом уровне, правительственном уровне?» был вопросом, на который они хотели дать ответ в четвёртом сезоне. Танчароен назвала Нелюдей «теперь постоянной частью нашей вселенной», а Уидон добавил: «У нас есть быстрый способ познакомить людей с властью. Это даёт нам большую свободу действий в нашем мире, и это позволяет нам исследовать метафоры того, что значит быть другим. Мы никогда не закроем эту главу». Поскольку фильм о Нелюдях был удалён из графика выпуска Marvel Studios, у сериала было «немного больше свободы» и он был «в состоянии сделать немного больше» с этим видом, включая потенциальное введение некоторых «классических» Нелюдей, хотя сериал будет меньше фокусироваться на Нелюдях, чем третий сезон, в котором была «реально значимая история о Нелюдях в повестке дня». Это не задумывалось как спин-офф «Агентов „Щ.И.Т.“». Говоря об эволюции «Ш.И.Т.а», благодаря которой появилось множество сильных персонажей, Уидон сказал: «Динамика в мире изменилась. Сначала был один человек с силой, а затем к моменту „Мстителей“ их было, возможно, всего шесть... теперь они гораздо более распространены, поэтому появляется общественная реакция, основанная на этом».
Сезон сконструирован на три «модуля», основанные на их графике выхода в эфир: первые восемь эпизодов, под заголовком «Призрачный гонщик»; ЖСМ (Жизнеспособная Модель человека) для следующих семи эпизодов; и третий модуль для последних семи эпизодов под названием «Агенты Гидры». Между различными модулями пересекаются элементы и персонажи, но разделы «определённо чувствуются по-разному» в отношении друг друга, при этом Белл объяснил, что 22 эпизода «являются слишком долгим промежутком времени, чтобы удерживаться за одним главным злодеем или единой сюжетной линией, особенно для зрителей», в течение последних двух сезонов сериалу удавалось иметь две раздельные половины, что «позволяет нам представить главного злодея. А потом что-то происходит, и мы поднимаем кого-то нового... Так вот, теперь таких три». Также были приняты во внимание «финансовые соображения» при создании модулей для сезона, поскольку использование ЖСМ не «стоит так дорого, как поджигание головы парня с помощью CGI». Говоря о написании сценария к «сложному сезону», Уидон сказал, что сценаристы «знали, что наши фанаты — это наши фанаты и они провели некоторое время с этими персонажами, и они умны и иногда видят, что произойдёт... Часть нашей работы состоит в том, чтобы создавать не только то, что мы представляем в сюжете, но и позволять зрителям быть на шаг впереди нас и на шаг впереди этого». Он добавил, что сценаристы знали, что они хотели рассказать историю с Призрачным гонщиком, историю с ЖСМ и историю в стиле «что если», и самая трудная часть состояла в том, чтобы каждый модуль всё равно подходил друг другу как один сезон. В конечном счёте главной связью стал Даркхолд, который ведёт от магии «Призрачного гонщика» к передовой науке «ЖСМ», а затем к Скелету в «Агентах Гидры». Призрачный гонщик также появляется в финальном эпизоде сезона, «Конец света», в качестве дополнительной связи.

#### «Призрачный гонщик»
Планируя четвёртый сезон, Marvel предложило, чтобы в сериале появился Призрачный гонщик, особенно после того, как права на фильм о персонажи вернулись к Marvel от Sony в мае 2013 года. Лоуб чувствовал, что это сделало сезон бесспорно «самым большим в сериале» с «самой амбициозной историей». Он добавил, что «одна из вещей, о которой мы говорили — это то, что Щ.И.Т. всегда следил за странным, необычным, вещами, которые были и могут быть проблемой для публики», и Marvel поняло, что способности Призрачного гонщика, которые являются более мистическими, чем что-либо виденное сериале на сегодняшний день, открыли «четверть вселенной, на которую мы особо не тратили много времени на изучение... что произойдёт, если нашим очень реальным, очень материалистичным агентам, которые очень похожи на семью, придётся иметь дело с чем-то причудливым, могущественным и уникальным, как Призрачный гонщик». Белл добавил, что продюсеры были готовы отдать весь сезон шоу сюжетной арке с Призрачным гонщиком, если сезон состоял из 13 эпизодов или меньше, но 22 эпизода казались слишком длинными, чтобы «пахнуть как один аромат».
Среди многих версий персонажа Призрачного гонщика из комиксов был выбран Робби Рейес из-за его отношений с братом Гейбом, которые, по словам Лоуба, вторили семейному характеру сериала. Это также помогло сериалу дистанцироваться от серии фильмов «Призрачный гонщик» от Sony, где Николас Кейдж исполнял роль другой версии гонщика, Джонни Блейза, а Белл описал подход сериала к персонажу как более приземлённый, в отличие от «больше, чем жизнь версии» Кейджа. Во время истории происхождения Рейеса в сериале появляется ещё один Призрачный гонщик. Хотя в сериале у него не было имени, Луна полагал, что это должен был быть Джонни Блейз, и что неопределённые юридические проблемы не позволяли сделать это явным. Во время съёмок роль этого Призрачного гонщика исполнял Том Маккомас. Учитывая различие между другими научно обоснованными аспектами сериала и мистическим Призрачным гонщиком в этом сезоне, Уидон отметил, что «некоторые очень передовые технологии [будут разработаны] в этом сезоне, и, возможно — поскольку они становятся более продвинутыми, и у нас есть странные люди... одержимые люди — эти вещи каким-то образом сольются вниз по линии». Как часть сочетания технологии и мистицизма, сериал изображает Ад как другое измерение, до которого можно добраться через портал, а Дух мщения Призрачного гонщика изображает как существо из этого другого измерения.
Marvel доверило продюсерам «Щ.И.Т.а» создавать и использовать Призрачного гонщика так, как они хотели, но попросили их «быть верными тому, что есть» в комиксах. Для этого они надеялись использовать оригинальные элементы из комиксов, но при этом привнести что-то своё. Среди этого был дядя Рейеса, Элай, который является духом, вселившимся в Рейеса в комиксе; в сериале он появляется как внешний злодей. Вместо этого Рейес одержим Духом мщения, который был передан ему другим Призрачным гонщиком; в комиксах существует сразу несколько Призрачных гонщиков, но в сериале это было изменено, и поэтому сила может использоваться только одним человеком за раз, и они передают её следующему Призрачному гонщику.

#### «ЖСМ»
С самого начала шоу продюсеры хотели ввести концепцию ЖСМ, которая, как отметил глава Marvel Television Джеф Лоуб, «всегда была частью истории Щ.И.Т.а в комиксах». Однако они не могли сделать этого до фильма «Мстители: Эра Альтрона», в котором происходит введение Альтрона и Вижена аналогично ЖСМ. В четвёртом сезоне они особенно продвигали эту идею, и Уидон отметил, что введение Призрачного гонщика и мистицизма позволило сериалу внедрить новую технологию, которая могла бы запустить ЖСМ таким образом, который бы считался стоящим, поэтому сюжетная линия Призрачного гонщика «вписывается» в сюжетную линию ЖСМ. Программа Щ.И.Т. представлена через персонажа Аиду, которая является андроидом. Вдобавок, выбрав ЖСМ в качестве одного из модулей сезона, Уидон сказал, что сценаристы задавались вопросом: «Что мы могли бы сделать? Вы не хотите делать то, что делалось [похожим образом], и вы не хотите оставлять это на столе». Одна из идей, которую «мы хотели иметь с самого начала», состояла в том, чтобы показать, что большинство сотрудников Щ.И.Т.а были заменены сразу.
Танчароен намекнула, что сериал продолжит тему «Эры Альтрона» о «погружении в мир искусственного разума и о том, что всё может пойти не так, как планировалось». О том, что отличает Аиду от злодея Альтрона, Уидон объяснил, что «Аида началась как нечто, что должно было имитировать человеческое поведение. Альтрон появился почти полностью развитым существом со своими собственными планами, в то время как она обнаруживали по пути свои планы». Он добавил, что вместо тысячи роботов, ЖСМ будут представлены в виде андроид-версий других персонажей в сериале. Уидон сказал о темах, которые поднимаются во втором модуле: «Есть вопросы реальности и идентичности. Доверие всегда является проблемой в шпионской организации. Гораздо хуже, когда вы не знаете, является ли человек рядом с вами человеком рядом с вами... Когда вы входите в доверие, тогда всё становится эмоциональным». Модуль заканчивается тем, что ЖСМ Мелинды Мэй, по-видимому, уничтожает себя и все другие известные ЖСМ, кроме Аиды, завершая свою конкретную арку, которая изучала природу человечества и идентичности. На вопрос, пережил ли кто-нибудь из этих ЖСМ этот акт, и мог ли он перейти в третий модуль сезона, Уидон ответил: «Посмотрим, но идея состояла в том, чтобы оставить эту главу позади».

#### «Агенты Гидры»
Третий модуль сезона «связывает [сезон] тематически», уводя персонажей в виртуальный мир Скелета, где их жизнь отличается от реального мира. Он исследует сценарии типа «что если» для многих персонажей, показывая, кем они могли бы быть, если бы главное сожаление их жизни было изменено, отсюда и название модуля, «Агенты Гидры». Это продолжает фокусировку сезона на природе идентичности и реальности, имея «отдачу от всех размышлений о прошлом», таких как трагическая потеря Маком своей дочери и проблемные отношения Фитца с отцом. Беннет назвала модуль «очень важным. Это определённо тема, которая, как мне кажется, в настоящий момент появлялась то здесь, то там в поп-культуре. Но здесь это вроде как забавный взгляд Marvel на это. Для всех тех людей, которые хотели бы увидеть этих персонажей в другом свете, это будет время для того, чтобы это произошло». Уидон чувствовал, что эта сюжетная линия не была бы интересной в начале сериала, но будет стоящей после «80 с лишним эпизодов с этими персонажами».
Уидон сказал, что они заменили Ш.И.Т. на Гидру в Скелете, чтобы показать, «что этот мир не был тем, чем его задумали, и что на самом деле символизирует противоположность Щ.И.Т.а или высшее зло в нашем — это Гидра. На этот раз речь идёт скорее о наших людях, чем о самой организации». Было отмечено, что «плохой парень [Гидра] находится у власти и идёт охота на Нелюдей» можно было бы принять как комментарий к политическому климату при президенте Дональде Трампе. Подходя к этой теме, Танчароен сказала, что в комнате сценаристов не было никакой нервозности, а Уидон сказал, что сходство с Америкой Трампа было просто попыткой «нарисовать реальность, где, что если мир просто перевернётся вверх дном?» В этом модуле Гидра базируется в Трискелионе, здании Щ.И.Т.а, которое было уничтожено Гидрой ранее в КВМ. В модуле также происходит возвращение персонажа Гранта Уорда в сериал, при этом Уидон объяснил: «Мы подумали, что когда вы попадаете в альтернативную реальность, какой лучший способ показать, что это может быть не всем тем, что вы себе представляли, чем возвращение одного из наших самых любимых и самых ненавистных персонажей».
Уидон отметил, что действие модуля не происходит полностью в Скелете, и что у персонажей «есть свои полные воспоминания о том, что произошло», как только они возвращаются в реальный мир. Некоторые, такие как Фитц, борются со своими действиями в Скелете. Продюсеры чувствовали, что влияние сценария типа «что если» вызвано укоренением изменений в выборе персонажей, при этом Белл сказал: «Я отдам должное команде сценаристов, что всё, что было выбрано, имело эмоциональный резонанс. Это было что-то, чего вы не видели, или хотели увидеть, или удивлялись, так что для нас это действительно была богатая добычей территория». Уидон добавил: «Не было такого, что „хорошо, давайте отправимся в Безумный мир!“ Было так: „А что, если бы вы приняли другое решение?“ Это сделало для нас гораздо более увлекательную головоломку». Что касается финала сезона и подготовки к следующему сезону, Белл сказал, что «каждый год мы пытались каким-то образом переосмыслить сериал... Я думаю, что конец [финала] действительно предполагает что-то совсем другое».

### Кастинг

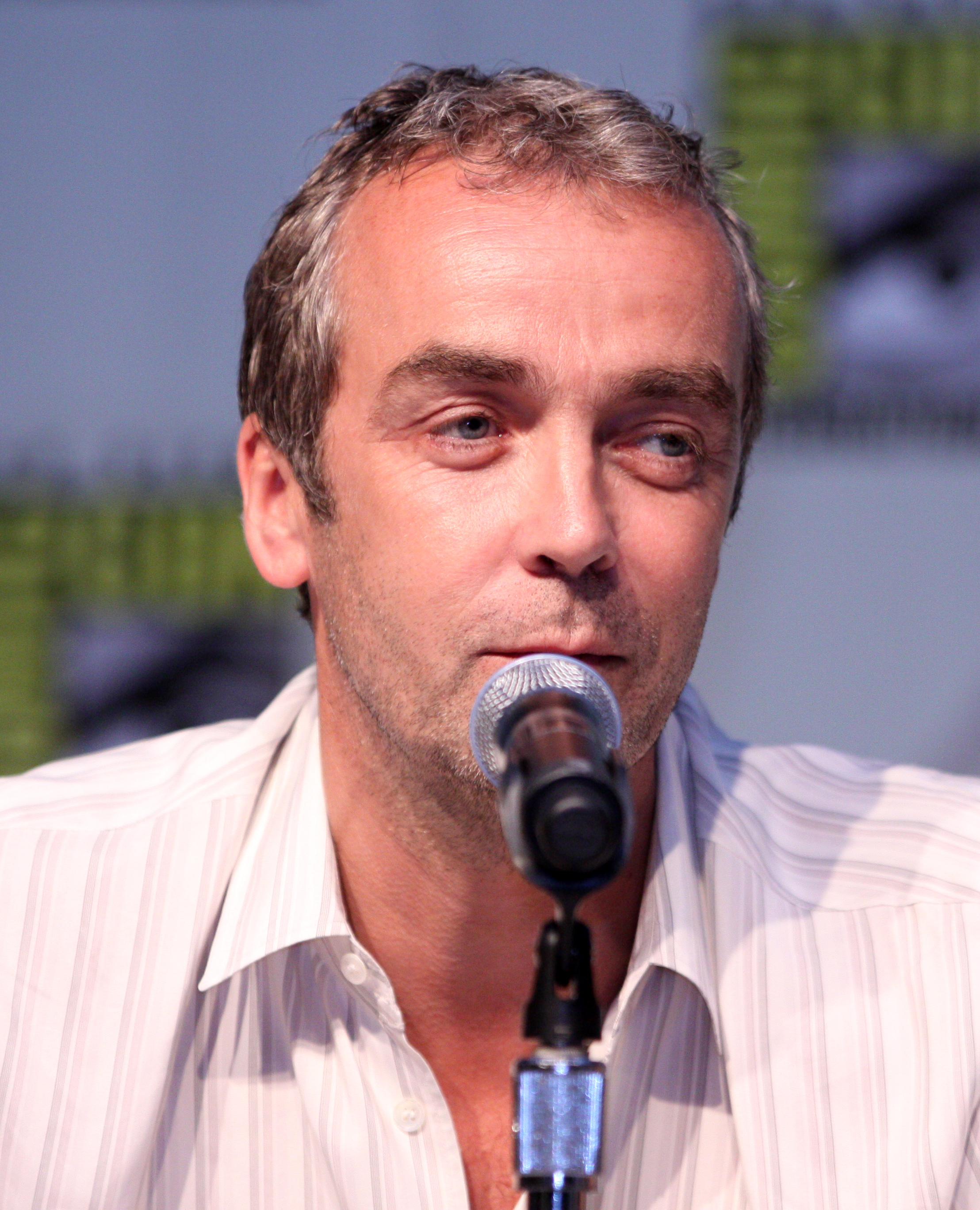
Джон Ханна присоединился к основному актёрскому составу сериала в этом сезоне, будучи повышенным после его прошлой второстепенной роли.

Члены основного актёрского состава Кларк Грегг, Минг-На Вен, Хлоя Беннет, Иэн Де Кэскер, Элизабет Хенстридж и Генри Симмонс вновь исполнили свои роли из предыдущих сезонов, а именно Фил Колсон, Мелинда Мэй, Дейзи Джонсон / Дрожь, Лео Фитц, Джемма Симмонс и Альфонсо «Мак» Маккензи, соответственно. К ним также присоединился Джон Ханна в роли Холдена Рэдклиффа, которого повысили после его повторяющейся роли в третьем сезоне. Внутри реальности Скелета, Дейзи называют её первоначальным именем, Скай, в то время как Фитц известен как «Доктор».
Также из предыдущих сезонов возвращаются Наталия Кордова-Бакли в роли Елены «Йо-Йо» Родригес, Аксель Уайтхед в роли Дж. Т. Джеймса / Адского пламени, Эдриан Пасдар в роли Гленна Тэлбота, Ава Акрес в роли Кати Беляковой, Пэттон Освальт в ролях Билли, Сэма и Тёрстона Кёнигов, а также Бриана Венскус, Максимилиан Осински и Александр Рейт в ролях агентов Пайпер, Дэвиса и Андерсона, соответственно. В «Агентах Гидры» также возвращается бывший член основного состава Бретт Далтон в роли Гранта Уорда, и вместе с ним же вернулись Б. Дж. Бритт в роли Антуана Триплетта, Адам Кулберш в роли Кеннета Тёрджена и Саймон Кассианидес в роли Сунила Бакши.
Реклама шоу в преддверии San Diego Comic-Con 2016, в которой присутствовала пылающая цепь, привела к предположению, что к сериалу в течение этого сезона присоединится персонаж Призрачный гонщик, хотя было отмечено, что изображение может просто указывать расширенную роль Уайтхеда после того, как его представили в роли Джеймса в третьем сезоне, и что он также владеет пылающей цепью. Когда стало известно, что в июне происходит кастинг на роли двух латиноамериканских братьев, «один из которых всегда является самым опасным человеком в комнате, а другой парализован и в инвалидном кресле», дальнейшие предположения указывали на включение Призрачного гонщика, и при этом описания персонажей были похожими, соответственно, на Призрачного гонщика Робби Рейеса и его брата Гейба из серии «Marvel NOW! Ghost Rider». На панели Comic-Con, посвящённой сериалу, предположения подтвердились — Гэбриел Луна был объявлен в роли Робби Рейеса, а позже Лоренцо Джеймс Хенри был объявлен в роли Гейба.
Также в июне сериал искал актрису для второстепенной роли Аиды, робота, чей искусственный интеллект был ранее озвучен актрисой Амандой Рей в финале третьего сезона; в августе этого года Мэллори Дженсен получила роль Аиды. Дженсен также исполняет роль Агнес Китсворт, бывшей любовницы Рэдклиффа, на основе которой он смоделировал Аиду. Внутри реальности Скелета, Аида появляется в качестве «Офелии» / Мадам Гидры, и её роль также исполняет Дженсен. Другими повторяющимися гостями были Лилли Бёрдселл в роли Люси Бауэр, работницы Momentum Energy; Джейсон О’Мара в роли Джеффри Мейса / Патриота, нового директора Щ.И.Т.а; Парминдер Награ в роли Эллен Надир, политика, выступающего против нелюдей; и Патрик Кавана в роли пиар-агента Щ.И.Т.а Бёрроуза. В октябре 2016 года стало известно, что Хосе Суньига будет исполнять роль Элая Морроу, дяди Рейесов, а в январе 2017 года стало известно, что Зак Макгоуэн получил роль Антона Иванова, «Главного» руководителя Сторожевых псов, а Джон Пайпер-Фергюсон — Такера Шокли, правой руки Иванова. Маниш Дайал исполнил роль Виджая Надира, нелюдя, брата сенатора Надир. В апреле 2017 года стало известно, что Джордан Ривера получила роль Хоуп Маккензи, дочери Мака в реальности Скелета, а Дэвид О’Хара роль отца Леопольда Фитца в Скелете — Алистера Фитца. Кроме того, Блэйз Миллер и Рикардо Уокер несколько раз появляются в ролях учёного Щ.И.Т.а Натансона и агента Щ.И.Т.а Принса.
В мае 2016 года Танчароен сказала, что «мы всегда открыты» для возможности появления Ника Блада и Эдрианн Палики в этом сезоне, после их ухода из актёрского состава сериала во время третьего сезона ради спин-оффа «Особо опасные», который в конечном счёте не был снят. В январе 2017 года Уидон напомнил, что «один раз агент, всегда агент, поэтому это всегда там в эфире», но заявил, что пара вряд ли вернётся в течение четвёртого сезона.

### Дизайн
В каждом модуле сезона представлено новое изображение названия сериала: основанное на «адском пламени» название для «Призрачного гонщика»; графика, построенная как роботизированная схема для «ЖСМ»; и более традиционный логотип «Агентов „Щ.И.Т.“» для третьего модуля, который на экране меняется на «Агенты Гидры» для эпизодов, действие которых в основном происходит в реальности Скелета, но остаётся с названием «Агенты „Щ.И.Т.“» в эпизоде «Возвращение». Логотип для «Призрачного гонщика» был снова использован для финала сезона. Для реальности Скелета, съёмочная группа выбрала конкретную, более «размытую» палитру, чтобы чётко отличить эти сцены от реального мира. Это было реализовано через сочетание работы художников-постановщиков и дизайна костюмов, а также операторскую работу.
Дизайн Призрачного гонщика был разработан креативным директором Marvel Television Джошуа Шоу на основе дизайна Филипе Смита из комиксов. Его куртка была сшита на заказ художницей по костюмам Энн Фоули и её командой. В дизайн черепа персонажа входят выхлопные языки пламени, исходящие из висков, чтобы имитировать воздействие на его машину. Фоули работала с отделом визуальных эффектов, чтобы убедиться, что костюм не будет мешать их работе. Костюм Аиды также был сделан на заказ и вдохновлён работами Александра Маккуина. Костюм эволюционирует в течение сезона, становясь более тёмным оттенком серого, когда появляется более жестокая «Аида 2.0». Фоули покинула шоу после тринадцатого эпизода сезона, чтобы работать над  телевизионной адаптацией «Видоизменённого углерода», и её заменила Аманда Райли. Райли использовала свой предыдущий опыт воссоздания костюмов, чтобы «вписаться» устоявшийся вид работы Фоули, и также отметила, что большая часть её работы была разработана для реальности Скелета, что позволяло ей не полостью соответствовать предыдущим дизайнам. Райли взяла костюмы Фоули для Аиды в качестве основной формы костюма Мадам Гидры, но стремилась, чтобы он чувствовался «сильнее» и более военным стилем, чем другие костюмы, добавив на плечи костюма эполеты. В костюме используется зелёный цвет, который тесно связан с персонажем в комиксах.
Для Даркхолда сценаристка Лилла Цукерман предложила, чтобы на обложке книги было слово Даркхолд в качестве амбиграммы, и отделу реквизитов сериала пришлось разрабатывать новый шрифт, чтобы это получилось. Мастер реквизита Скотт Бауэр был вдохновлён элементами из оружия Крии, разработанного для предыдущего сезона, когда он разрабатывал обложку Даркхолда. Для шоу было разработано несколько версий книги, причём обрамление было создано с помощью 3D-печатных форм для создания прочных резиновых слепков. Затем они были переданы переплётчику со старыми веленевыми страницами, который собрал реквизит и создал кожаную обложку. Страницы были заполнены текстом и иллюстрациями, вдохновлёнными «Витрувианским человеком» Леонардо да Винчи.

### Съёмки
Производство сезона началось 21 июля 2016 года в Лос-Анджелесе. Уидон дебютировал в качестве режиссёра в эпизоде «Самоконтроль». Уидон отметил, что в конце третьего сезона он решил снять эпизод в четвёртом сезоне после его работы во второй команде над эпизодом «Пространство-время» под руководством Кевина Танчароена. Он приписал своему брату и создателю сериала, Джоссу Уидону, вместе с Танчароеном, а также его «годам работы с режиссёрами „Щ.И.Т.а“ с точки зрения шоураннера, и его близкими отношениям с актёрами и съёмочной группой» то, почему сейчас было самое подходящее время для того, чтобы снять эпизод. Актёрский состав выразил энтузиазм по поводу того, что Уидон будет режиссёром «Самоконтроля», учитывая, что он также написал сценарий к эпизоду, и при этом Беннет чувствовала: «Видение настолько ясное. Там гораздо больше места для игр, например: „А как насчёт этого?“, и энтузиазм, потому что он написал эти слова, он знает, что будет дальше. Это было так весело». В преддверии съёмок финального эпизода сезона, Вен повредила ногу в результате несчастного случая на съёмочной площадке, получив «довольно тяжёлую травму». Вен отметила, что команде шоу удалось обойти её травму без задержек производства, и что она всё ещё будет участвовать в эпизоде. Производство сезона завершилось 17 апреля 2017 года.

### Связь с КВМ
В марте 2016 года Танчароен заявила, что существует вероятность того, что сезон может каким-то образом продолжить историю «Агента Картера», учитывая, что его не продлили на сезон 2016-17 годов. Уидон добавил, что «мы связаны с ними через историю, [но] расскажем ли мы их истории или нет, ещё предстоит выяснить». Группа Momentum Energy Labs, представленная в этом сезоне, в конечном счёте оказывается преемником компании Isodyne Energy из второго сезона «Агента Картер». Эти две компании связаны материнской компанией Roxxon, оплотом КВМ, и имеют дело со сверхъестественными сущностями: Isodyne обнаружило межпространственную Тёмную силу, в то время как Momentum экспериментирует с межпространственной энергией при помощи Даркхолда, Книги грехов из комиксов. В декабре Уидон сказал, что Пегги Картер «является частью этой вселенной, и она — персонаж, который нам не безразличен», и что есть хороший шанс, что будут большие связи с её шоу на пути вперёд после модуля «Призрачный гонщик».
Исследование сверхъестественных и мистических концепций в этом сезоне связано с выходом «Доктора Стрэнджа», первого фильма КВМ, посвящённого изучению магии. В дополнение к Даркхолду, в исследование входит введение Призрачного гонщика, и в июле 2016 года Уидон объяснил, что «[Кинематографическая] вселенная Marvel погружается в новые воды [с предстоящим выходом «Доктора Стрэнджа»]. Мы чувствовали, что [Призрачный гонщик], очевидно, был отличным персонажем, которого мы хотели бы иметь в нашем шоу, который, как мы чувствуем, подходит этому сдвигу». Уидон отметил, что предыдущие связи иногда были «очень прямыми», а иногда «более тематическими. Связь, которая в этом году будет чувствоваться как отражение [«Доктора Стрэнджа»], а не переплетение сюжетов». Он добавил: «Надеюсь, что на некоторые из вопросов, которые мы задаём, получим ответы [в фильме, который] затем может представить нам новые темы и идеи для изучения». В эпизоде «Сделки с нашими дьяволами», который вышел в эфир после выхода «Доктора Стрэнджа», Аида создаёт портал, чтобы спасти Колсона и Фитца из другого измерения. Визуальные эффекты для этого намеренно напоминают те, которые используются в фильме. Белл добавил, что Даркхолд «чувствуется, как будто он принадлежит библиотеке в Катманду», ссылаясь на библиотеку Камар-Таджа, показанную в «Докторе Стрэндже».
О сезоне, имеющем большой кроссовер в начале 2017 года, как и предыдущие сезоны, Белл сказал, что любой кроссовер не будет таким же масштабным, как кроссовер первого сезона с фильмом «Первый мститель: Другая война», который изменил сюжет сериала, и отметил, что фильм КВМ, который выходит в этот момент, является фильм «Стражи Галактики. Часть 2», который было бы трудно связать с сериалом, поскольку его действие происходит не на Земле, и его действие в КВМ по времени происходит ранее, чем этот сезон.

## Маркетинг
В июле 2016 года члены актёрского состава и исполнительные продюсеры посетили San Diego Comic-Con, чтобы продвигать сезон. Троллейбус, используемый для перевозки посетителей San Diego Comic-Con, был покрыт рекламой сериала, подчёркивающей появление Призрачного гонщика. Кроме того, в выставочном зале был показан Dodge Charger 1969 Призрачного гонщика. Первый тизер-трейлер сезона был выпущен в начале сентября 2016 года, в качестве «найденной плёнки», показывающей, как машина Призрачного гонщика «уезжала прочь», за которой последовал тизер с реальными кадрами из сериала. Премьерный эпизод «Призрак» был впервые показан 19 сентября 2016 года, а эпизод «Восстание» был показан 7 октября, когда Грегг, Беннет и Луна продвигали сериал на New York Comic Con.
Шестисерийный веб-сериал «Агенты „Щ.И.Т.“: Йо-Йо» дебютировал на ABC.com 13 декабря 2016 года. В сериале Елена «Йо-Йо» Родригес, роль которой вновь исполняет Кордова-Бакли, выполняет секретную миссию, незадолго до начала четвёртого сезона. Грегг, О'Мара, Симмонс, Беннет, Вен, Де Кэскер и Хенстридж также вновь исполняют свои роли в сериале. В марте 2017 года Marvel переиздало постеры к предыдущим сезонам сериала, обновив их, чтобы показать, как бы выглядел сериал, если бы действие сериала происходило в реальности Скелета. Они также выпустили фальшивые пропагандистские постеры, подчёркивающие государственный надзор Гидрой внутри Скелета и их акцент на ловле нелюдей. Эпизод «Что если...» был показан 1 апреля 2017 года на WonderCon, где члены актёрского состава, включая Далтона, и исполнительные продюсеры шоу продвигали сериал.

## Выпуск

### Трансляция
Четвёртый сезон начал выходить в эфир в США на канале ABC 20 сентября 2016 года, и его 22-серийный показ завершился 16 мая 2017 года. В отличие от предыдущих двух сезонов, которые были разделены на «два маленьких мини-сезона», основанные на их графике выхода в эфир, этот сезон был разбит на три различных раздела по расписанию. Это привело к трёхмодулевой сюжетной структуре сезона, которая, по словам Танчароен, «облегчила нашу жизнь, разделив его таким образом».

### Домашние носители
Показ сезона на Netflix начался в США 15 июня 2017 года; и 2 июля 2018 года Walt Disney Studios Home Entertainment выпустило этот сезон на Blu-ray и DVD в Регионе 2.

## Реакция

### Рейтинги
| №  | Название                          | Дата показа      | Рейтинг (18—49) | Зрителей (миллионов) | DVR (18—49) | Зрителей DVR (миллионов) | Всего (18—49) | Всего зрителей (миллионов) |
| -- | --------------------------------- | ---------------- | --------------- | -------------------- | ----------- | ------------------------ | ------------- | -------------------------- |
| 1  | «Призрак»                         | 20 сентября 2016 | 1,1/4           | 3,44                 | 1,1         | 2,79                     | 2,2           | 6,24                       |
| 2  | «Встречайте нового босса»         | 27 сентября 2016 | 0,9/3           | 2,95                 | 1,0         | 2,43                     | 1,9           | 5,39                       |
| 3  | «Восстание»                       | 11 октября 2016  | 0,9/3           | 2,68                 | 1,0         | 2,21                     | 1,9           | 4,89                       |
| 4  | «Позволь погреться у твоего огня» | 18 октября 2016  | 0,7/3           | 2,34                 | 1,1         | 2,44                     | 1,8           | 4,78                       |
| 5  | «Тюрьма»                          | 25 октября 2016  | 0,8/3           | 2,30                 | 0,9         | 2,25                     | 1,7           | 4,55                       |
| 6  | «Добрый самаритянин»              | 1 ноября 2016    | 0,8/3           | 2,43                 | 0,9         | 2,14                     | 1,7           | 4,57                       |
| 7  | «Сделки с нашими дьяволами»       | 29 ноября 2016   | 0,8/3           | 2,41                 | 0,9         | 2,22                     | 1Э7           | 4,63                       |
| 8  | «Законы инферно-динамики»         | 6 декабря 2016   | 0,7/3           | 2,37                 | 0,9         | 2,12                     | 1,6           | 4,49                       |
| 9  | «Нарушенные обещания»             | 10 января 2017   | 0,8/3           | 2,72                 | 0,8         | 1,94                     | 1,6           | 4,66                       |
| 10 | «Патриот»                         | 17 января 2017   | 0,6/2           | 2,03                 | 0,9         | 2,02                     | 1,5           | 4,05                       |
| 11 | «Просыпайся»                      | 24 января 2017   | 0,6/2           | 2,00                 | 0,8         | 1,97                     | 1,4           | 3,97                       |
| 12 | «Горячая картошка»                | 31 января 2017   | 0,6/2           | 2,15                 | 0,9         | 2,08                     | 1,5           | 4,23                       |
| 13 | «БУМ»                             | 7 февраля 2017   | 0,7/3           | 2,08                 | 0,8         | 2,04                     | 1,5           | 4,13                       |
| 14 | «Человек за щитом»                | 14 февраля 2017  | 0,6/2           | 2,13                 | 0,9         | 2,03                     | 1,5           | 4,16                       |
| 15 | «Самоконтроль»                    | 21 февраля 2017  | 0,6/2           | 2,01                 | 0,8         | 1,87                     | 1,4           | 3,88                       |
| 16 | «Что если...»                     | 4 апреля 2017    | 0,7/3           | 2,15                 | 0,8         | 2,07                     | 1,5           | 4,22                       |
| 17 | «Идентичность и изменение»        | 11 апреля 2017   | 0,7/3           | 2,32                 | 0,8         | 1,68                     | 1,5           | 4,01                       |
| 18 | «Никаких сожалений»               | 18 апреля 2017   | 0,8/3           | 2,43                 | 0,7         | 1,82                     | 1,5           | 4,25                       |
| 19 | «Вся рать Мадам»                  | 25 апреля 2017   | 0,7/3           | 2,15                 | N/A         | N/A                      | N/A           | N/A                        |
| 20 | «Прощай, жестокий мир!»           | 2 мая 2017       | 0,7/3           | 2,15                 | 0,7         | 1,60                     | 1,4           | 3,75                       |
| 21 | «Возвращение»                     | 9 мая 2017       | 0,7/3           | 2,14                 | 0,9         | 1,88                     | 1,6           | 4,02                       |
| 22 | «Конец света»                     | 16 мая 2017      | 0,7/3           | 2,08                 | 0,8         | 1,99                     | 1,5           | 4,07                       |

Новый таймслот сезона, 22:00 в четверг, был прозван комментаторами ABC «смертельным слотом», причём девять различных сериалов были запланированы в этом слоте между 2011 и 2017 годами, и у них всех уменьшилась зрительская аудитория во время выхода в эфир. То же самое случилось с четвёртым сезоном «Агентов „Щ.И.Т.“», который достиг минимума текущих рейтингов до 0,6 и около 2 миллионов зрителей, что стало снижением на 30 процентов по сравнению с третьим сезоном. Однако к финалу сезона его описали так, как он «помог решить проблему [ABC]» в таймслоте, будучи при этом «солидным DVR-исполнителем», и он привлёк международную зрительскую аудиторию. Это привело к продлению сериала на пятый сезон. Сезон в среднем смотрело 4,22 миллиона зрителей, включая от просмотров на DVR, что ставит его на 110-е место в телевизионном сезоне 2016—17 годов. Он также имел средний рейтинг 1,5 среди взрослых в возрасте от 18 до 49 лет, что ставит его на 70-е место.

### Реакция критиков
На сайте Rotten Tomatoes сезон имеет рейтинг 96%, со средней оценкой 7,75/10, на основе 25 отзывов. Консенсус сайта гласит: «„Агенты «Щ.И.Т.»“ исследует более тёмную территорию в своём четвёртом сезоне с захватывающим введением Призрачного гонщика, устанавливая новую, насыщенную событиями главу более острых мифологий Marvel».
Делая отзыв для премьеры, Терри Шварц из IGN похвалила введение Призрачного гонщика и последующий более тёмный тон, который «в конечном счёте позволит [сериалу] более комфортно сидеть рядом со своими корпоративными кузенами на Netflix», но чувствовала, что были некоторые «растущие боли» с переходом к более зрелому материалу. Алекс Маккаун-Леви из «The A.V. Club» назвал его «стандартным первым эпизодом назад, в том смысле, что он снова делает много сервировки стола, и не всегда в самой убедительной манере». Леви чувствовал, что введение Призрачного гонщика хорошо сделано для нефанатов комиксов, открывающих персонажа в шоу, но и что новые позиции главных героев сериала были более интересными, и на них нужно было больше сосредоточиться. Кевин Фитцпатрик из «Screen Crush» сказал: «Я переживаю за 4-й сезон в целом, особенно если упомянутое переосмысление не поднимет рейтинги так, как надеются в Marvel и ABC, но „Призрак“ — достаточная причина для некоторого случайного оптимизма». Он был позитивно настроен по поводу нового сходства с более тёмным сериалом «Сорвиголова», но чувствовал, что у сериала пока ещё «нет уверенной хватки» над Призрачным гонщиком. Эван Валентайн из «Collider» сказал, что сериал «определённо выигрывает от того, что берёт страницу» из сериалов Marvel на Netflix, выделив количество более зрелых элементов в начале эпизода как «хорошее введение, которое показывает, что это может быть не совсем тем самым шоу, к которому вы привыкли за эти годы».
Что касается перехода от «Призрачного гонщика» к «ЖСМ», Джозеф Маккейб из «Nerdist» сказал, что любые сомнения, которые у него были по поводу этого перехода, «более менее устранены» подходом сериала к роботу-антагонисту, который он назвал «„Мстители: Эра Альтрона“, сделанный правильным образом... где он наиболее очевидно улучшает переполненный второй фильм „Мстителей“, так это в отделе юмора». Шварц назвала переход плавным и почувствовала, что продолжающийся нечеловеческий подтекст хорошо дополняет сюжетную линию ЖСМ. Валентайн сказал, что начало «ЖСМ» «не поддерживает высоты дней [сериала] с Призрачный гонщиком на водительском сидении, но ему удаётся оставаться прочным входом в эфир». Он также был критичен к нечеловеческому подтексту, назвав Сторожевых псов «довольно разыгранными на этом этапе», и чувствуя, что нелюди стали чёрствыми после предыдущих двух сезонов. Фитцпатрик также раскритиковал «плоскую» нечеловеческую сюжетную линию, но чувствовал, что переход к «ЖСМ» «начался наилучшим образом», учитывая «очевидно менее мгновенный крюк», чем «Призрачный гонщик». Начиная с модуля «Агенты Гидры», Шварц сказала, что «этот эпизод-возвращение более чем предоставил» после клиффхэнгера из предыдущего эпизода. Она была довольна тем, что реальность Скелета не была разрушена за один эпизод, и надеялась, что оставшиеся эпизоды сезона предложат «похожие сюрпризы, [которые превзойдут] наши ожидания». Валентайн чувствовал, что «Что если...» «сделал очень хорошее начало» для модуля, чувствуя, что он «продолжает опираться на добрую волю, созданную четвёртым сезоном „Щ.И.Т.а“, представляя интересную концепцию и мир, который нужно исследовать». Маккаун-Леви продолжил похвалу, сказав: «Это могло быть опустевшим трудом из слишком очевидных разоблачений и зловещей гибели и мрака. Вместо этого „Щ.И.Т.“ сохранил свой флот и эффективный темп, но согнул его в пользу тёмной и неотразимой повествовательной арке, уже приносящей дивиденды в плане награждения постоянных зрителей глубокими отсылками и историями». Однако Фитцпатрик чувствовал, что эпизод «споткнулся» и был «чем-то вроде ухабистого возвращения в 4-й сезон, и вдвойне так для любого, кто потерял из виду конфликт Жизнеспособной модели в игре, или любого, кто затаил беспокойство по поводу того, что ABC может не заказать пятый сезон». Ему трудно было определить правила игры в Скелете, и он чувствовал, что сюжетная линия была сделана так потому, что «продюсеры скучали по работе с Бреттом Далтоном».
К эпизоду «Вся рать Мадам», Маккаун-Леви чувствовал, что «Агенты Гидры» был «самой слаженно развлекательной аркой, которую когда-либо делал сериал. У шоу были свои высокие взлёты, но никогда не было такого постоянного уровня качества. В последнее время я несколько раз утверждал, что „Агенты «Щ.И.Т.»“ с каждым сезоном становился всё лучше, и даже в год, у которого были сильные арки, такие как „Призрачный гонщик“ и „ЖСМ“, эта финальная сюжетная линия возглавляет их все... шоу, по сути, сумело создать альтернативную реальность, где оно может решить давние проблемы и решить незаконченные моменты персонажей, при этом всём умело доставляя действие и острые ощущения... И поскольку это продолжает работать, ему удалось превратить телевизионный эквивалент забавного фильма категории Б в превосходное телешоу». В целом Шварц оценила эпизод на 8,8 из 10, заявив, что сезон «был лучшим в истории [сериала], взрослея как шоу и извлекая правильные уроки из того, что было раньше». Она похвалила модульный формат, сказав, что он «помог потуже затянуть сезон и дать ему более сильную сквозную линию», и добавила, что каждый новый модуль, представленный сезоном, был успешнее предыдущего, причём модуль «Агенты Гидры» и сюжетная арка Скелета были самыми сильными в сериале. Шварц также с любовью отзывалась о приглашённых звёздах на протяжении всего сезона, особенно Дженсен, которую она назвала «самым ценным игроком сезона», и чувствовала, что она «украла шоу» с помощью Аиды, которая была «выдающимся новым персонажем» сезона. Некоторые из негативных отзывов были в сторону дополнительных злодеев, Элая Морроу и Главного (не «особо выдающегося злодея», и никак не «настолько внушительного и ужасающего, каким он должен быть», соответственно), а также некоторых из ранних работ с эффектами, хотя она также похвалила «великолепную работу CGI» с Призрачным гонщиком. Роб Лин из «Den of Geek» также похвалил модульный формат, сказав, что он «исправил проблему 22 эпизодов». Он чувствовал, что в модуле «Призрачный гонщик» были удивительные визуальные эффекты и «естественная» продолжительность, которую другие сериалы, возможно, могли растянуть дальше. Он также выделили выступление Вен в роли ЖСМ Мэй в модуле «ЖСМ» и сюжетную линию Мака и Хоуп в модуле «Агенты Гидры», и похвалил актёрскую игру приглашённых звёзд Луны и Дженсен (чувствуя, что приводя их двоих вместе в финал «было идеальным способом завершить историю»). Лин назвал сезон «мастер-классом по тому, как „Агенты «Щ.И.Т.»“ могут процветать в будущем... сценаристы продолжают подбрасывать всё больше научно-фантастических концепций, команда автором спецэффектом продолжает удивлять, а актёрский состав продолжает наращивать свою игру, чтобы идти в ногу со всем этим».

### Анализ
Многие критики отметили комментарий к администрации Трампа в модуле «Агенты Гидры», включая лидера Гидры Фитца, который хочет «вернуть обществу былое величие» и говорит о Дейзи, что «тем не менее, она упорствовала», репортёра новостей Бакши, предлагающего своей коллеге отвезти до мебельного магазина, и Колсона, ссылающегося на одобренную Гидрой историю как на «альтернативные факты». Валентайн описал это как «одну из самых превалирующих тем» модуля и чувствовал, что «„Щ.И.Т.у“ бросить несколько едких комментариев в этом сезоне». Маккаун-Леви сказал, что в течение модуля «стало ясно, что шоу оставляет позади прежнюю тактику удовлетворения себя застенчивыми намёками и отсылками к современной политической реальности в США. Скелет даёт этому сериалу возможность выразить своё недовольство нынешней администрацией». Он также отметил, что воспитание Фитца в Скелете было объясняется по сравнению с действиями нацистов, которые он посчитал более эффективными, чем другие комментарии, поскольку они были связаны с развитием персонажей.
Аманда Маркотте из «Salon» чувствовала, что к маю 2017 года «у большей части поп-культуры не было времени отреагировать на [избрание Трампа], но есть одно действительно замечательное исключение из правил: „Агенты «Щ.И.Т.»“ от Marvel... сценаристы и продюсеры проделали замечательную работу, превратив вторую половину этого сезона в зеркало ужасов, отражающее то, что чувствуют либералы, живущие в Америке Трампа». Маркотте отметила, что «Сопротивление» возглавляют, для зрителей, две женщины в Дейзи и Симмонс, отражая Марш женщин 2017 года, а также то, что Гидра получила власть, используя страх перед нелюдями, так же как «Трамп смог загнать волну антииммигрантских настроений во власть». Она также подчеркнула предупреждение Симмонс маленькому мальчику о том, что все агенты Гидры являются нацистами, назвав это предупреждением «для зрителей, напоминающее им не забывать, какой именно авторитарный монстр был помещён в Белый дом». Мишель Шик из «Hypable» отметила, что политический комментарий шёл в течение всего сезона, с Надир и движением «Настоящие люди», но что «перед лицом убийственных демонов с горючими черепами и меняющих тела ЖСМ, „Агенты «Щ.И.Т.»“ в основном держали комментарий на заднем плане. Это изменилось — радикально — когда шоу вошло» в финальный модуль. Шик подчеркнула тот факт, что «при всех явных намёках на Америку Трампа, сам президент не оказывается спародированным. Хозяйкой извращений Скелета является Аида, в качестве Мадам Гидры, и трудно представить себе более отличительную фигуру от Трампа... Не упоминая этот самый простой и очевидный пункт сатиры, „Агенты «Щ.И.Т.»“ расширяет своё послание за пределы прямого современного комментария. Возлагать вину за все наши беды и пороки на нынешнюю администрацию — легко (и отчаянно заманчиво), и так же легко свалить все беды Скелета на Аиду. Но элемент индивидуальной ответственности пронизывает нас насквозь, как в нашей собственной жизни, так и в этой фантастике».
Эрик Уотсон из «Polygon» сказал, что «четвёртый сезон „Агентов «Щ.И.Т.»“ вытаскивает лучшие элементы из КВМ и самые безбашенные элементы из комиксов, чтобы напомнить мне, почему я люблю Marvel: супергерои бьют нацистов». Он сказал, что это освежает после спорной сюжетной линии из комикса «Тайная империя», где показано, что патриот Капитан Америка оказывается спящим агентом Гидры. Карли Велоччи из «TheWrap» также обсудила сезон в связи с «Тайной империей», отметив, что «Агенты Гидры» «не породил цифровую волну возмущения», как история из комиксов. Она сказала, что «Тайная империя» «почти полностью игнорирует контекст реального мира, за вычетом признания того, что нацисты склонны любить концентрационные лагеря. Во всяком случае, он рассматривает предмет как витрину, фон для сюжета, предназначенного для того, чтобы взорвать умы читателей... „Агенты «Щ.И.Т.»“, однако, охватывает этот контекст реального мира. Он делает всё возможное, чтобы гарантировать, что реальный мир всё ещё имеет значение и что аудитория понимает негативные последствия нацистского общества. И в отличие аналога из комиксов, он не уклоняется от того факта, что Гидра определённо уходит корнями в Третий Рейх». Она продолжила, что сериалу «удаётся создать мир, в котором Гидра является истеблишментом, но каждый другой сюжетный момент заключается в том, чтобы открыто поставить его под сомнение», и «что может быть более вдохновляющим, чем видеть реальный символ Америки, не принимающий чушь от нацистов? Куда бы ни повела Капитана Америку серия комиксов, она не должна была упускать это из виду. К счастью, „Агенты «Щ.И.Т.»“ не сделали этого».

### Награды
Лора Хёрли из «Cinema Blend» включила «Агентов „Щ.И.Т.“» в список 10 лучших шоу 2016 года, поставив его на 2-е место. Comic Book Resources назвало «Призрака» 15-м лучшим эпизодом в 2016 году среди телевизионных сериалов, связанных с комиксами.
| Год  | Награда                      | Категория                                               | Номинант                              | Результат | Прим.           |
| ---- | ---------------------------- | ------------------------------------------------------- | ------------------------------------- | --------- | --------------- |
| 2017 | Исполнитель недели от TVLine | Выступление в «Нарушенных обещаниях»                    | Генри Симмонс и Наталия Кордова-Бакли | Номинация | [ 181 ]         |
| 2017 | Исполнитель недели от TVLine | Выступление в «Горячей картошке»                        | Пэттон Освальт                        | Номинация | [ 182 ]         |
| 2017 | Golden Reel                  | ТВ – малая форма – Диалоги/ADR                          | «Сделки с нашими дьяволами»           | Номинация | [ 183 ]         |
| 2017 | Исполнитель недели от TVLine | Выступление в «Самоконтроле»                            | Элизабет Хенстридж и Иэн Де Кэскер    | Номинация | [ 184 ]         |
| 2017 | Kids' Choice Awards          | Любимое семейное телешоу                                | «Агенты „Щ.И.Т.“»                     | Номинация | [ 185 ]         |
| 2017 | Исполнитель недели от TVLine | Выступление в «Возвращении»                             | Мэллори Дженсен                       | Номинация | [ 186 ]         |
| 2017 | Сатурн                       | Лучший супергеройский телесериал                        | «Агенты „Щ.И.Т.“»                     | Номинация | [ 187 ]         |
| 2017 | Teen Choice Awards           | Choice TV: Приключенческий сериал                       | «Агенты „Щ.И.Т.“»                     | Номинация | [ 188 ]         |
| 2017 | Teen Choice Awards           | Choice TV: Актёр п/с                                    | Гэбриел Луна                          | Номинация | [ 188 ]         |
| 2017 | Dragon Awards                | Лучший научно-фантастический или фэнтезийный телесериал | «Агенты „Щ.И.Т.“»                     | Номинация | [ 189 ] [ 190 ] |
| 2017 | Исполнитель недели от TVLine |                                                         | Иэн Де Кэскер                         | Номинация | [ 191 ]         |